# Jan te Winkel
Jan te Winkel (Winkel (Noord-Holland), 16 november 1847 – Amsterdam, 31 mei 1927) was een Nederlands taal- en letterkundige en hoogleraar in de Nederlandse Taal- en Letterkunde aan de Universiteit van Amsterdam. Hij was van 1910 tot 1911 rector magnificus in Amsterdam.

## Jeugd en opleiding
Jan te Winkel was de zoon van predikant Pierre Guillaume te Winkel en Catharina Maria Holmes. Zijn jeugd bracht hij door in Bennebroek. Te Winkel bezocht het gymnasium in Rotterdam en studeerde vanaf 1866 theologie en letteren aan de Universiteit Leiden. Zijn studie daar mislukte echter. In 1872 studeerde hij verder aan de Rijksuniversiteit Groningen waar hij in april 1875 het doctoraalexamen aflegde. Hij promoveerde bij H.E. Moltzer op een studie over Jacob van Maerlant, genaamd Maerlants werken, beschouwd als spiegel van de dertiende eeuw.

## Loopbaan

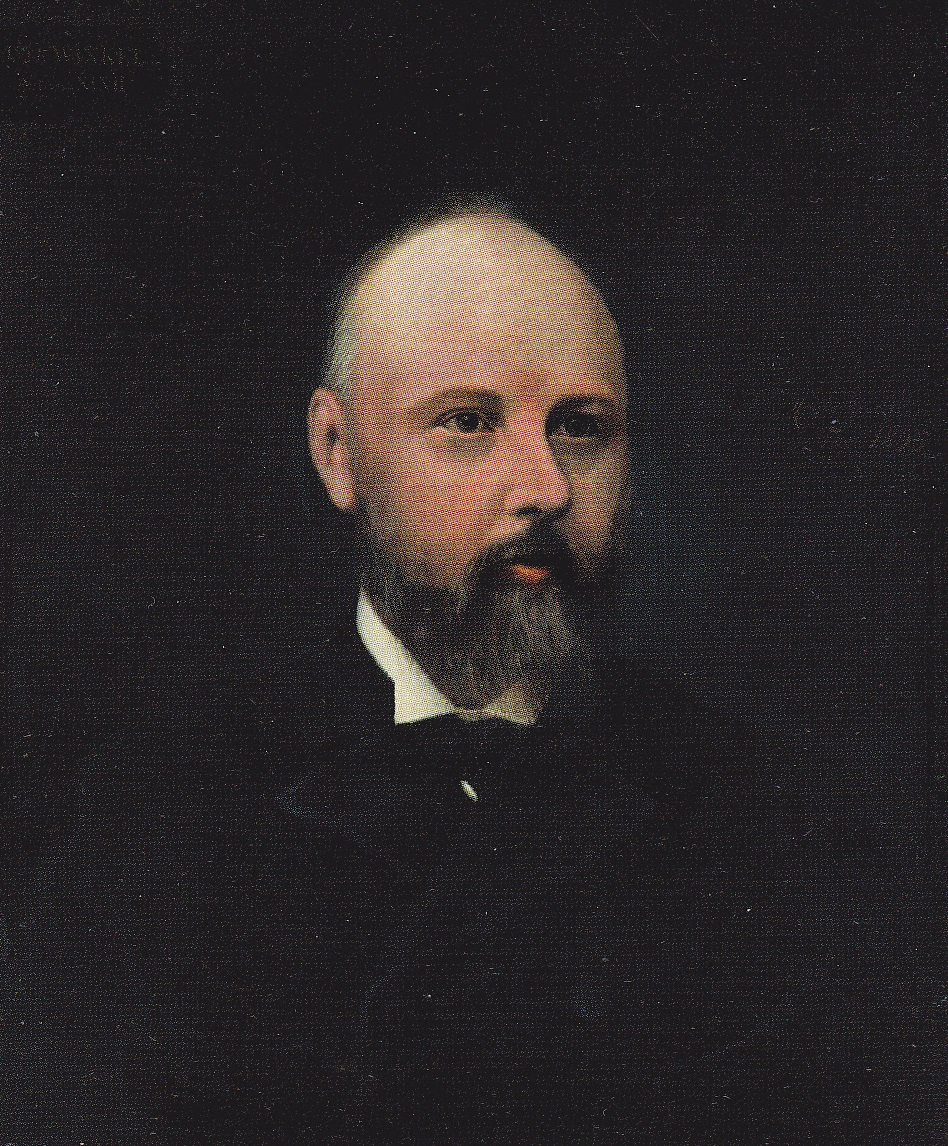
Jan te Winkel in 1895 door J.H. Heufke Kantelaar

Te Winkel ging vervolgens Nederlands, Latijn en geschiedenis doceren aan het gymnasium in Groningen. Tegelijkertijd publiceerde hij taalkundige lesboekjes, boekbeoordelingen en wetenschappelijke artikelen. Ook bezorgde hij edities van Middelnederlandse teksten van onder meer Torec, Moriaen en Esopet. Daarnaast schreef hij een eerste deel van de Geschiedenis der Nederlandsche letterkunde, over de middeleeuwen, en droeg hij bij aan de Grundriss der germanischen Philologie (1898) van Hermann Paul met een artikel over de geschiedenis van de Nederlandse taal en literatuur.
In 1892 werd Te Winkel benoemd tot hoogleraar in de Nederlandse taal- en letterkunde en in het Oudgermaans aan de Gemeentelijke Universiteit van Amsterdam. Hij bekleedde deze functie tot 1919. Te Winkel werkte tijdens zijn hoogleraarschap verder aan zijn hoofdwerk, het vijfdelige De Ontwikkelingsgang der Nederlandsche letterkunde, waarvan het eerste deel in 1908 en het laatste deel in 1918 verscheen. Hij werd in 1910 benoemd tot rector magnificus van de Amsterdamse universiteit.

## Lidmaatschappen en commissies
Te Winkel was lid van de Maatschappij der Nederlandse Letterkunde, redacteur van het Tijdschrift voor Nederlandse taal- en Letterkunde en van de Bibliotheek van Middennederlandsche letterkunde. Verder was hij buitenlands lid van de Koninklijke Vlaamse Academie en van de Koninklijke Academie van België.

## Varia
In de Winkler Prins Encyclopedie wordt Jan te Winkel vanaf de 7e editie (1976) ten onrechte opgevoerd als zoon van de taalkundige L.A. te Winkel, die bekend is van de spelling-De Vries en Te Winkel. Het is toeval dat er twee Te Winkels, beiden in de 19de eeuw geboren, werkzaam waren in ongeveer hetzelfde vakgebied en op een zelfde hoog niveau. Er bestond echter geen familierelatie tussen beiden.

## Publicaties (selectie)
- J. te Winkel: Maerlants werken, beschouwd als spiegel van de dertiende eeuw. Leiden, E.J. Brill, 1877. (Proefschrift Groningen) 2e herziene druk, 1892
- Jan te Winkel: Geschiedenis der Nederlandsche letterkunde. (Dl.I: Middeleeuwen). Haarlem, De Erven Bohn, 1887
- J. te Winkel: Geschiedenis der Nederlandsche taal. Culemborg, Blom & Olivierse, 1901.
- Jan te Winkel: De ontwikkelingsgang der Nederlandsche letterkunde. 5 delen. Haarlem, Bohn, 1908-1921. (2e druk: 1922-1927; herdruk 2e druk: HES, 1973) Digitale versie

## Referentie
1. ↑  Joost van Driel in de DBNL. Gearchiveerd op 4 juni 2023.